# Udo Kießling
Udo Kießling (ur. 21 maja 1955 w Crimmitschau) – niemiecki hokeista grający na pozycji obrońcy, reprezentant kraju, olimpijczyk.
Jeden z najlepszych hokeistów w historii niemieckiego hokeja na lodzie. Reprezentował barwy: SC Riessersee, Augsburgera EV, EV Rosenheim (awans do Bundesligi), dwukrotnie Kölner EC (6-krotny mistrz Niemiec), dwukrotnie Düsseldorfer EG, Minnesota North Stars, EV Füssen oraz EV Landshut. Z reprezentacją RFN/Niemiec 5-krotnie uczestniczył w zimowych igrzyskach olimpijskich (1976 – brązowy medal, 1980, 1984, 1988, 1992), 15-krotnie uczestniczył w mistrzostwach świata oraz w Canada Cup 1984.
Był także nagradzany indywidualnie: czterokrotny zdobywca Trofeum Leonharda Waitla – dla najlepszego obrońcy w Bundeslidze, trzykrotny Hokeista Roku, 15-krotnie wybierany do Drużyny Gwiazd Bundesligi, wybrany do Drużyny Gwiazd mistrzostw świata, członek Galerii Sławy IIHF (1997) – jako jeden z trzynastu niemieckich hokeistów (2000), członek Galerii Sławy Niemieckiego Hokeja na Lodzie. Ma także w reprezentacji Niemiec zastrzeżony numer (numer 4).

## Wczesne życie
Udo Kießling urodził się w Crimmitschau (ówczesne NRD), jako syn Gerharda (1922–2017), reprezentanta NRD, potem selekcjonera reprezentacji NRD i reprezentacji RFN. W 1957 roku uciekł wraz z rodziną do Berlina Zachodniego, jednak naukę jazdy na łyżwach (ojciec przywiózł je z Kanady) rozpoczął w 1958 roku w Krefeld, gdzie jego ojciec trenował Preussen Krefeld. W młodości grał w tym klubie, nawet, gdy ojciec został trenerem Eintrachtu Frankfurt.

## Kariera
Udo Kießling karierę sportową rozpoczął w 1972 roku w SC Riessersee wraz z Ignazem Berndanerem, z którym w 1973 roku zadebiutował na mistrzostwach świata 1973, kiedy wówczas selekcjonerem reprezentacji RFN był ojciec Kießlinga, Gerhard. Po sezonie 1972/1973 przeniósł się do Augsburgera EV, jednak po sezonie 1973/1974 przeniósł się wraz z ojcem do występującego w 2. Bundeslidze EV Rosenheim, z którym w sezonie 1974/1975 wywalczyli awans do Bundesligi.
Po sezonie 1975/1976, przenieśli się do Kölner EC, z którym dwukrotnie zdobył mistrzostwo Niemiec (1977, 1979), zajął 3. miejsce w Bundeslidze w sezonie 1977/1978 (Gerhard Kießling w sezonie 1977/1978 trenował Berliner SC), dwukrotnie zdobył Trofeum Leonharda Waitla (1977, 1979) oraz trzykrotnie został wybierany do Drużyny Gwiazd Bundesligi (1977–1979), a w 1977 roku został wybrany Hokeistą Roku. Następnie przenieśli się do Düsseldorfer EG, w którym przebywali do końca sezonu 1981/1982. W tym okresie dwukrotnie zdobył wicemistrzostwo Niemiec (1980, 1981) w sezonie 1979/1980 zdobył Trofeum Leonharda Waitla oraz dwukrotnie był wybierany do Drużyny Gwiazd Bundesligi (1980–1982).
Wkrótce został zauważony przez działaczy klubu ligi NHL, Minnesota North Stars, w barwach którego 13 marca 1982 roku, w wygranym 3:2 meczu wyjazdowym z St. Louis Blues rozegrał swój jedyny mecz w lidze NHL, w którym spędził 2 minuty na ławce kar, będąc tym samym pierwszym niemieckim zawodnikiem występującym w tej lidze.
Potem wraz z ojcem przeniósł się do EV Füssen, którego zawodnikami byli również dwaj Polacy: Justyn Denisiuk oraz Bogusław Maj. W sezonie 1982/1983 został wybrany do Drużyny Gwiazd Bundesligi, jednak klub w rundzie zasadniczej zajął ostatnie, 10. miejsce w tabeli ligowej, w związku z czym przystąpił do rundy spadkowej, w której zajęli 3. miejsce, tym samym spadając do 2. Bundesligi, po czym Kießling wrócił do Kölner EC, z którym czterokrotnie zdobył mistrzostwo Niemiec (1984, 1986–1988), wicemistrzostwo Niemiec w sezonie 1990/1991, trzykrotnie zajął 3. miejsce w Bundeslidze (1985, 1989, 1990), zdobył Trofeum Leonharda Waitla w sezonie 1984/1985, dwukrotnie został wybrany Hokeistą Roku (1984, 1986) oraz 8-krotnie był wybierany do Drużyny Gwiazd Bundesligi (1984–1991). Z klubu odszedł po sezonie 1991/1992.
Następnie został zawodnikiem EV Landshut, z którym w 1995 (pierwszy sezon nowo utworzonej ligi DEL) zdobył Wicemistrzostwo Niemiec. 7 stycznia 1996 roku, w wygranym 5:2 meczu domowym z Schwenninger Wild Wings rozegrał swój 1000. mecz w najwyższej klasie rozgrywkowej w Niemczech, a po sezonie 1995/1996 z powodu kontuzji zakończył karierę sportową.
Łącznie Bundeslidze/lidze DEL, w fazie zasadniczej rozegrał 898 meczów, w których zdobył 781 punktów (308 goli, 473 asysty) oraz spędził 1339 minut na ławce kar, natomiast w fazie play-off rozegrał 139 meczów, w których zdobył 106 punktów (40 goli, 66 asyst) oraz spędził 202 minuty na ławce kar, w 2. Bundeslidze, w fazie zasadniczej rozegrał 34 mecze, w których zdobył 38 punktów (20 goli, 18 asyst) oraz spędził 73 minuty na ławce kar, w lidze NHL, w fazie zasadniczej rozegrał 1 mecz, w którym spędził 2 minuty na ławce kar.

## Kariera reprezentacyjna
Udo Kießling w latach 1973–1992 w reprezentacji RFN/Niemiec rozegrał 321 meczów (rekord, do 2003 roku rekord świata, 7 lutego 2020 roku Andrea Lanzl w kobiecej reprezentacji Niemiec rozegrała 322. mecz), w których zdobył 113 punkty (45 goli, 68 asyst) oraz spędził 289 minut na ławce kar. 5-krotnie uczestniczył w zimowych igrzyskach olimpijskich (1976, 1980, 1984, 1988, 1992). Na turnieju olimpijskim 1976 w Innsbrucku z reprezentacją RFN pod wodzą selekcjonera Xavera Unsinna zdobył pierwszy od 44 lat medal olimpijski – brązowy medal.
Ponadto 15-krotnie uczestniczył w mistrzostwach świata (1973 – spadek do Grupy B, 1974, 1975 – awans do Grupy A, 1976, 1977, 1978, 1979, 1982, 1983, 1985, 1986, 1987, 1989, 1990, 1991). Na mistrzostwach świata 1987 w Wiedniu rozegrał 10 meczów, w których zdobył 8 punktów (5 goli, 3 punkty) oraz spędził 18 minut na ławce kar, dzięki czemu został wybrany do Drużyny Gwiazd.
Uczestniczył także w Canada Cup 1984 w Kanadzie, w którym reprezentacja RFN zajęła ostatnie, 6. miejsce.
Jest jedynym zawodnikiem ze składu zimowych igrzysk olimpijskich 1976 w Innsbrucku, który występował w drużynie narodowej po zjednoczeniu Niemiec w 1990 roku.

## Statystyki

### Klubowe
| 1972/1973     | SC Riessersee         | BL            | 40  | 8   | 6   | 14  | 44   |     |    |    |     |     |
| 1973/1974     | Augsburger EV         | BL            | 36  | 16  | 6   | 22  | 52   |     |    |    |     |     |
| 1974/1975     | EV Rosenheim          | ESBG          | 34  | 20  | 18  | 38  | 73   |     |    |    |     |     |
| 1975/1976     | EV Rosenheim          | BL            | 34  | 30  | 22  | 52  | 72   |     |    |    |     |     |
| 1976/1977     | Kölner EC             | BL            | 46  | 13  | 21  | 34  | 143  |     |    |    |     |     |
| 1977/1978     | Kölner EC             | BL            | 46  | 16  | 18  | 34  | 48   |     |    |    |     |     |
| 1978/1979     | Kölner EC             | BL            | 40  | 28  | 32  | 60  | 78   |     |    |    |     |     |
| 1979/1980     | Düsseldorfer EG       | BL            | 48  | 39  | 44  | 83  | 84   | 7   | 2  | 2  | 4   | 10  |
| 1980/1981     | Düsseldorfer EG       | BL            | 39  | 14  | 29  | 43  | 93   | 11  | 8  | 4  | 12  | 22  |
| 1981/1982     | Düsseldorfer EG       | BL            | 38  | 15  | 22  | 37  | 54   | 2   | 0  | 0  | 0   | 7   |
| 1981/1982     | Minnesota North Stars | NHL           | 1   | 0   | 0   | 0   | 2    | —   | —  | —  | —   | —   |
| 1982/1983     | EV Füssen             | BL            | 21  | 12  | 13  | 25  | 52   | —   | —  | —  | —   | —   |
| 1982/1983     | Kölner EC             | BL            | 9   | 4   | 0   | 4   | 2    | 8   | 3  | 7  | 10  | 8   |
| 1983/1984     | Kölner EC             | BL            | 45  | 9   | 19  | 28  | 74   | 8   | 0  | 3  | 3   | 10  |
| 1984/1985     | Kölner EC             | BL            | 36  | 14  | 26  | 40  | 38   | 9   | 4  | 10 | 14  | 22  |
| 1985/1986     | Kölner EC             | BL            | 27  | 13  | 18  | 31  | 24   | 10  | 5  | 8  | 13  | 17  |
| 1986/1987     | Kölner EC             | BL            | 42  | 10  | 34  | 44  | 70   | —   | —  | —  | —   | —   |
| 1987/1988     | Kölner EC             | BL            | 35  | 9   | 20  | 29  | 54   | 11  | 3  | 7  | 10  | 22  |
| 1988/1989     | Kölner EC             | BL            | 31  | 11  | 24  | 35  | 38   | 9   | 6  | 4  | 10  | 8   |
| 1989/1990     | Kölner EC             | BL            | 35  | 7   | 15  | 22  | 45   | 8   | 1  | 2  | 3   | 10  |
| 1990/1991     | Kölner EC             | BL            | 35  | 7   | 13  | 20  | 36   | 14  | 2  | 4  | 6   | 18  |
| 1991/1992     | Kölner EC             | BL            | 42  | 11  | 23  | 34  | 38   | 4   | 2  | 0  | 2   | 2   |
| 1992/1993     | EV Landshut           | BL            | 44  | 9   | 19  | 28  | 50   | 6   | 1  | 5  | 6   | 10  |
| 1993/1994     | EV Landshut           | BL            | 44  | 3   | 16  | 19  | 74   | 7   | 0  | 1  | 1   | 10  |
| 1994/1995     | EV Landshut           | DEL           | 41  | 7   | 15  | 22  | 40   | 18  | 3  | 7  | 10  | 22  |
| 1995/1996     | EV Landshut           | DEL           | 50  | 3   | 19  | 22  | 44   | 7   | 0  | 2  | 2   | 4   |
| BL/DEL Ogółem | BL/DEL Ogółem         | BL/DEL Ogółem | 898 | 308 | 473 | 781 | 1339 | 139 | 40 | 66 | 106 | 202 |
| ESBG Ogółem   | ESBG Ogółem           | ESBG Ogółem   | 34  | 20  | 18  | 38  | 73   | —   | —  | —  | —   | —   |
| NHL Ogółem    | NHL Ogółem            | NHL Ogółem    | 1   | 0   | 0   | 0   | 2    | —   | —  | —  | —   | —   |

### Reprezentacyjne
| Rok    | Drużyna | Turniej | Miejsce |     | M  | G  | A   | Pkt | Min |
| ------ | ------- | ------- | ------- | --- | -- | -- | --- | --- | --- |
| 1973   | RFN     | MŚ      | 6       | 10  | 0  | 0  | 0   | 6   |     |
| 1974   | RFN     | MŚ-B    |         | 7   | 1  | 2  | 3   | 8   |     |
| 1975   | RFN     | MŚ-B    |         | 7   | 1  | 3  | 4   | 8   |     |
| 1976   | RFN     | IO      |         | 5   | 0  | 1  | 1   | 6   |     |
| 1976   | RFN     | MŚ      | 6       | 10  | 0  | 1  | 1   | 8   |     |
| 1977   | RFN     | MŚ      | 7       | 10  | 0  | 5  | 5   | 10  |     |
| 1978   | RFN     | MŚ      | 5       | 10  | 0  | 5  | 5   | 10  |     |
| 1979   | RFN     | MŚ      | 6       | 8   | 2  | 4  | 6   | 14  |     |
| 1980   | RFN     | IO      | 10      | 5   | 2  | 2  | 4   | 6   |     |
| 1982   | RFN     | MŚ      | 6       | 7   | 1  | 3  | 4   | 12  |     |
| 1983   | RFN     | MŚ      | 5       | 4   | 0  | 1  | 1   | 10  |     |
| 1984   | RFN     | IO      | 5       | 6   | 3  | 1  | 4   | 4   |     |
| 1984   | RFN     | CC      | 6       | 4   | 0  | 1  | 1   | 4   |     |
| 1985   | RFN     | MŚ      | 7       | 10  | 0  | 3  | 3   | 16  |     |
| 1986   | RFN     | MŚ      | 7       | 10  | 4  | 2  | 6   | 22  |     |
| 1987   | RFN     | MŚ      | 6       | 10  | 5  | 3  | 8   | 18  |     |
| 1988   | RFN     | IO      | 5       | 8   | 1  | 5  | 6   | 18  |     |
| 1989   | RFN     | MŚ      | 7       | 10  | 2  | 0  | 2   | 12  |     |
| 1990   | RFN     | MŚ      | 7       | 10  | 2  | 2  | 4   | 10  |     |
| 1991   | Niemcy  | MŚ      | 8       | 10  | 0  | 1  | 1   | 6   |     |
| 1992   | Niemcy  | IO      | 6       | 8   | 0  | 0  | 0   | 6   |     |
| Ogółem | Ogółem  | Ogółem  | Ogółem  | 321 | 45 | 68 | 113 | 289 |     |

## Sukcesy

### Zawodnicze
EV Rosenheim
- Awans do Bundesligi: 1975

Kölner EC
- Mistrzostwo Niemiec: 1977, 1979, 1984, 1986, 1987, 1988
- Wicemistrzostwo Niemiec: 1991
- 3. miejsce w Bundeslidze: 1978, 1985, 1989, 1990

Düsseldorfer EG
- Wicemistrzostwo Niemiec: 1980, 1981

EV Landshut
- Wicemistrzostwo Niemiec: 1995

Reprezentacyjne
- Awans do Grupy A mistrzostw świata: 1975
- Brązowy medal zimowych igrzysk olimpijskich: 1976

### Indywidualne
- Trofeum Leonharda Waitla: 1977, 1979, 1980, 1985
- Hokeista Roku: 1977, 1984, 1986
- Drużyna Gwiazd Bundesligi: 1977, 1978, 1979, 1980, 1981, 1982, 1983, 1984, 1985, 1986, 1987, 1988, 1989, 1990, 1991
- Drużyna gwiazd mistrzostw świata: 1987
- Członek Galerii Sław IIHF: 2000
- Członek Galerii Sław Niemieckiego Hokeja na Lodzie
- Zastrzeżony numer w reprezentacji Niemiec: numer 4

## Życie prywatne
Udo Kießling obecnie mieszka w Kolonii.